# Садово-паркова скульптура

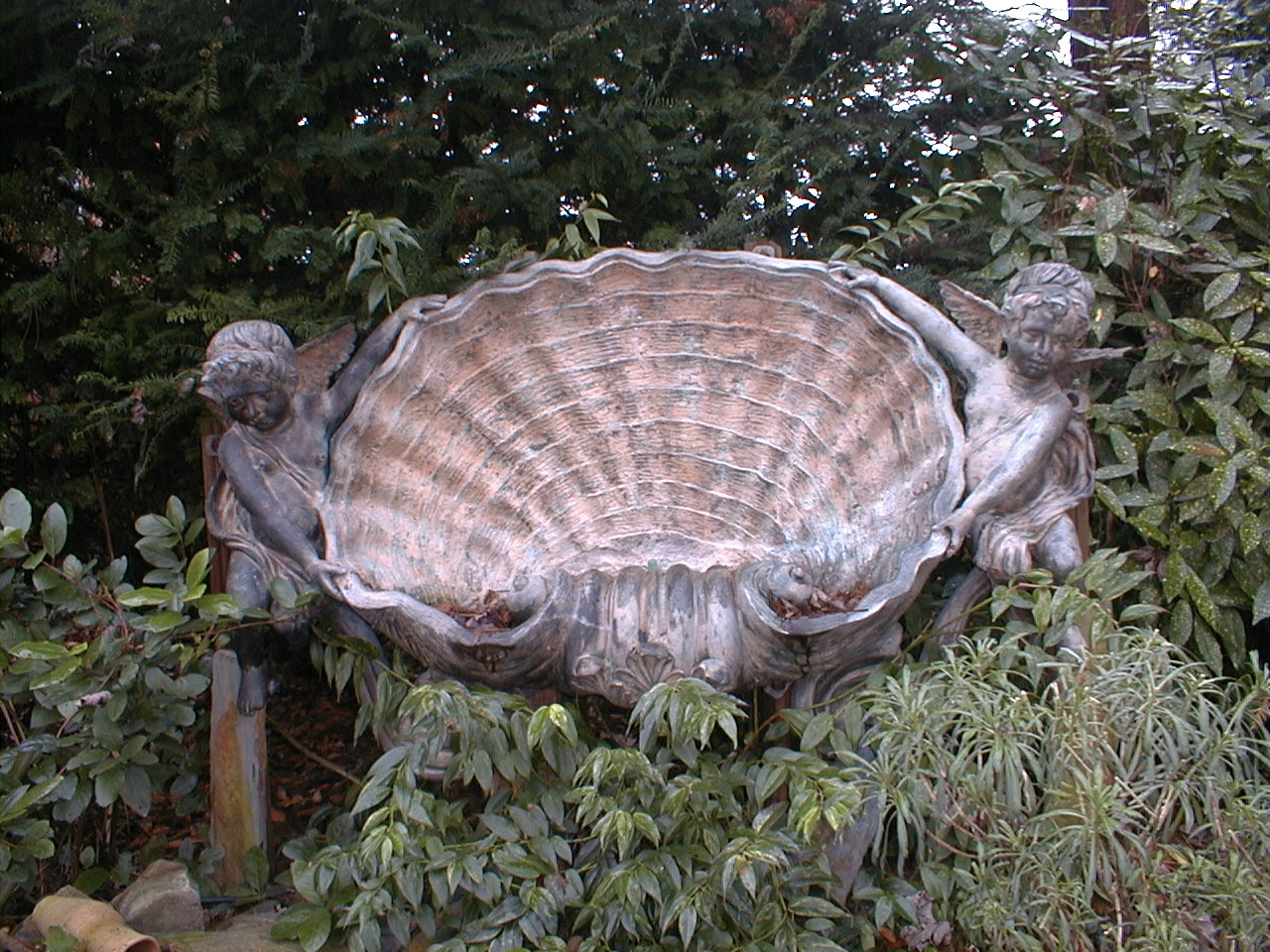
Фонтан мушля і два путті

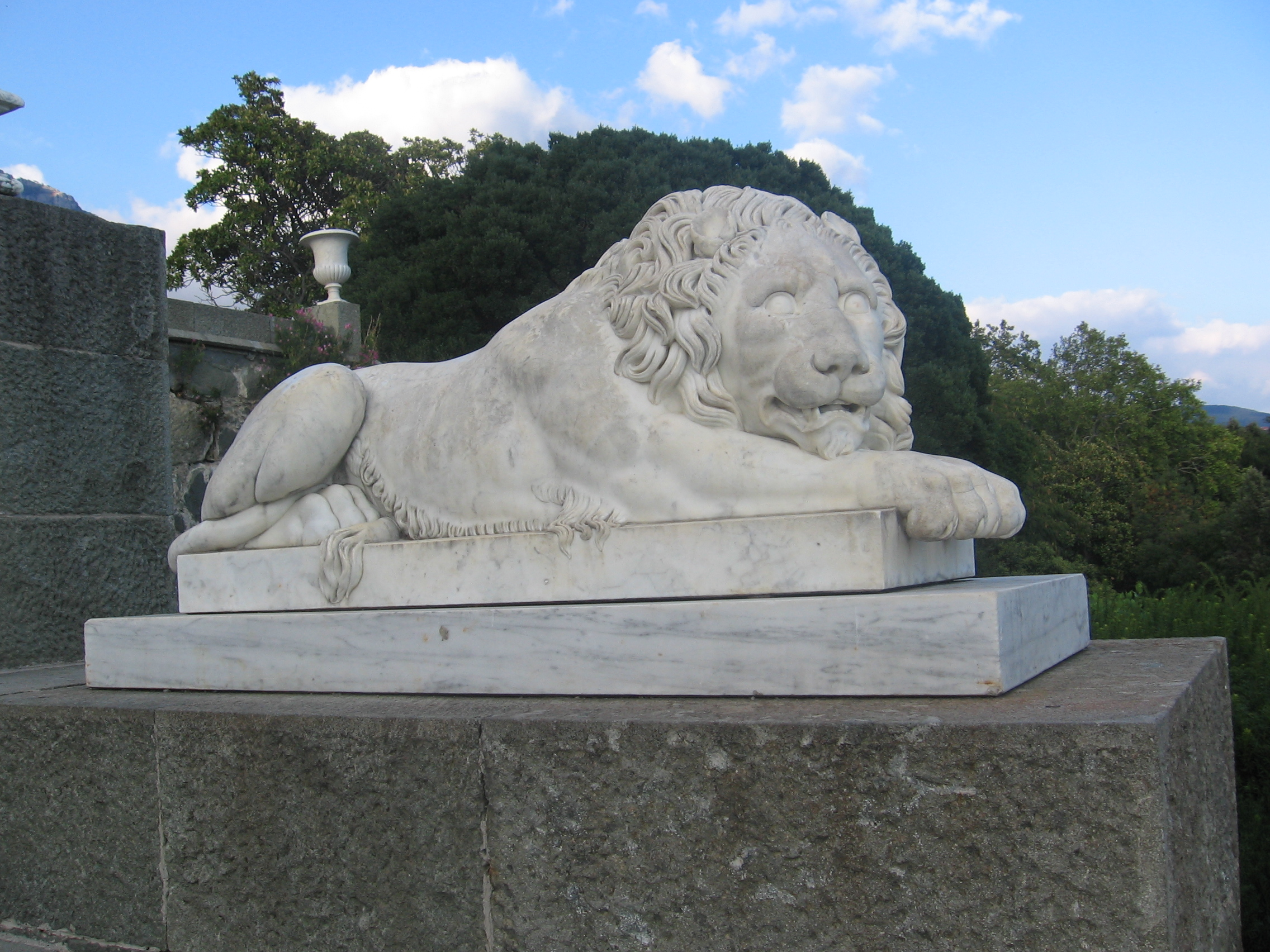
Лев. Садово-паркова скульптура в Криму, Воронцовський палац.

Садово-паркова скульптура — різновид пластики, що призначений для оздоблення садів і парків. Може мати як декоративний, пропагандистський, повчальний, так і меморіальний характер. Має давню і сталу традицію в мистецтві Західної Європи.

## Історія

### Давня Греція

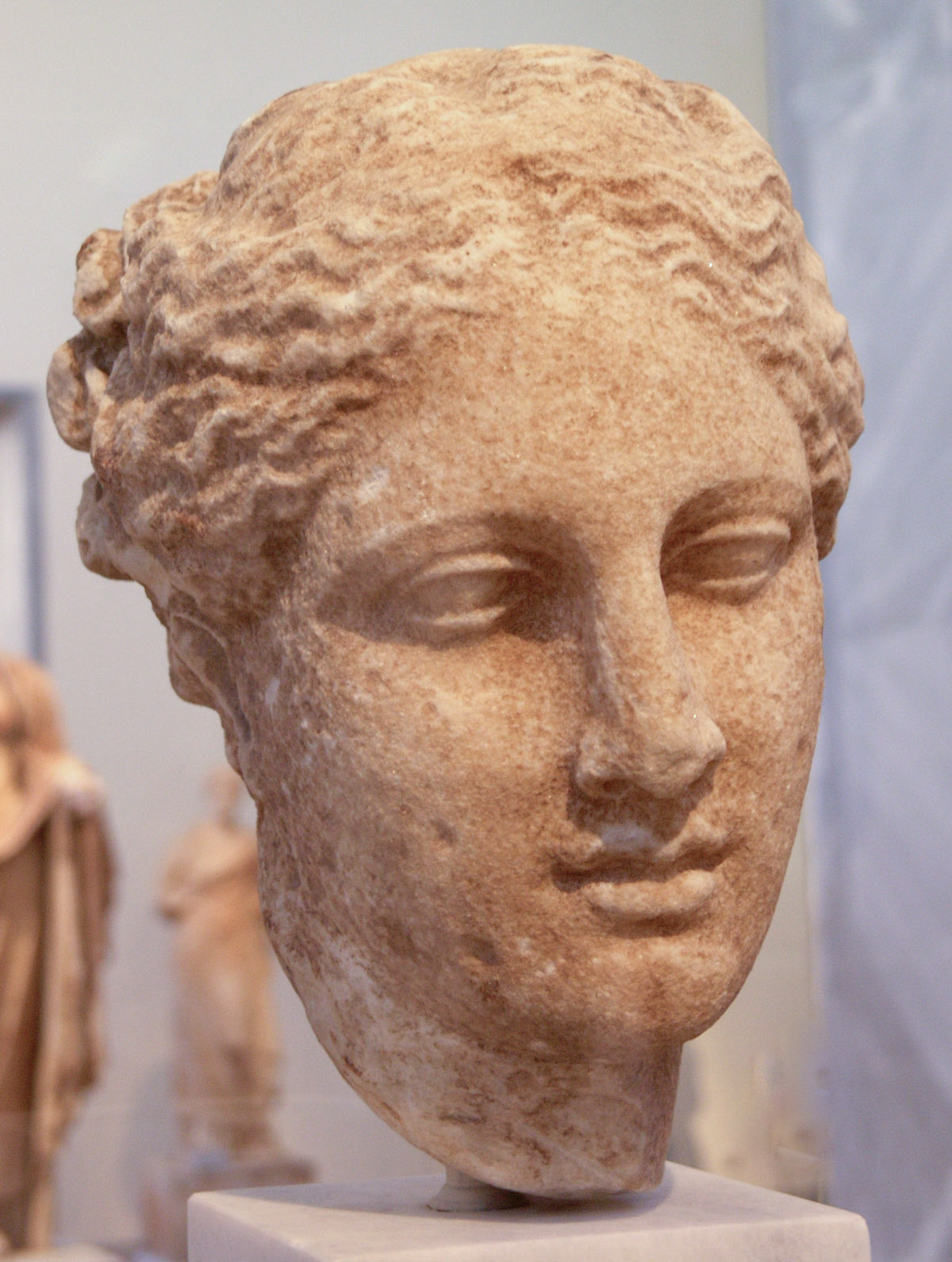
Скульптор Скопас. Голова Афродіти.

Життя в давньогрецьких містах-полісах не було легким. Необхідність виживання в ворожому середовищі обумовила підозрілість, доноси, розчарування в діях влади і військ, якщо ті не давали швидких перемог. Приватні сади спочатку в полісах були дуже рідкими, бо приватна особа, індивідуум, ще не міг відокремитися від колективу, від суспільства полісу-міста. Відомі сади в Афінах, Ліцей і Академія, сформувалися на етапі кризи полісового життя.
Саме пошуки виходу з кризи стимулювали давньогрецьку філософію.
Саме сади Академії обрали для зустрічей і навчання філософи, а назва «академія» поширилась світом.
Саме від греків іде традиція прикрашати сад скульптурами.

### Еллінізм

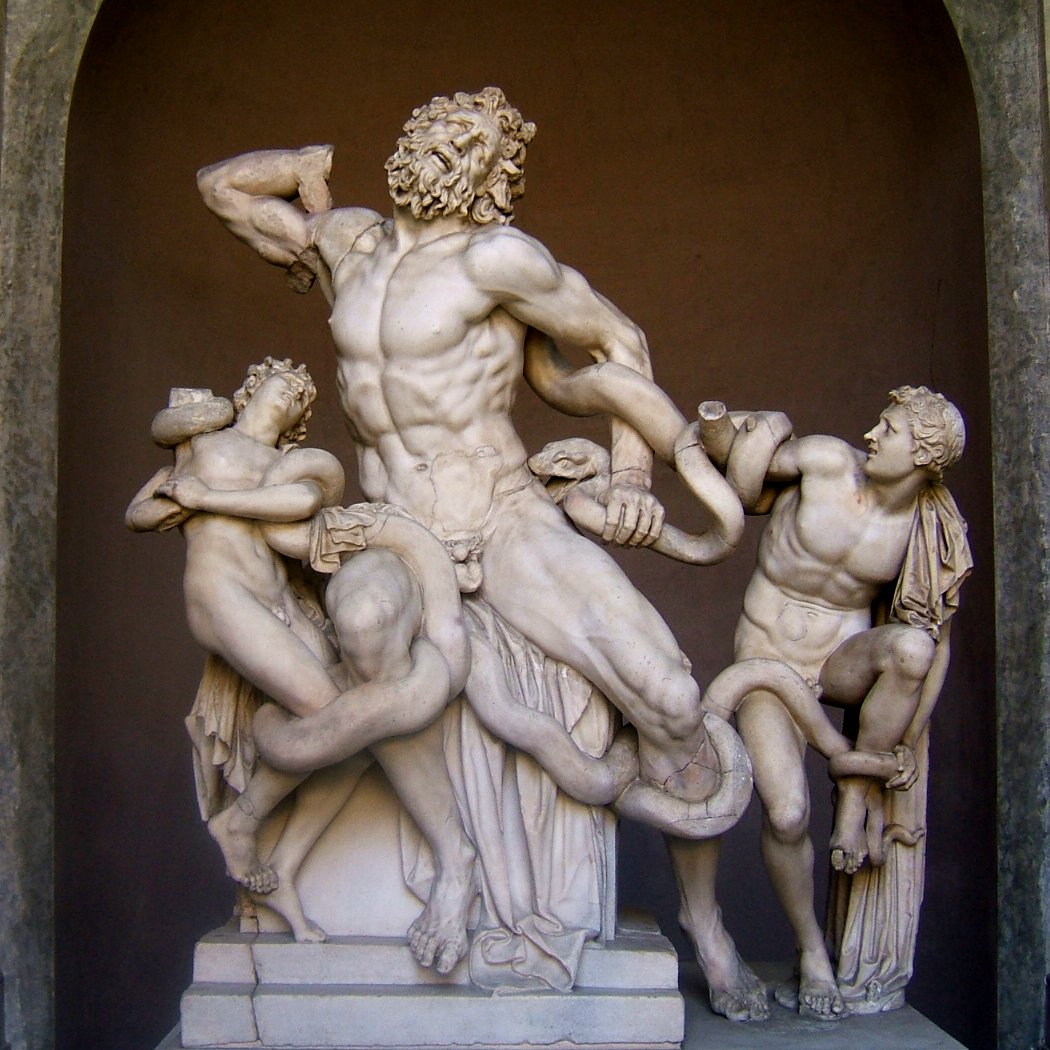
«Вмираючий Лаокоон з синами від змія, що наслала Афіна»

Добою еллінізму почали називати століття після завоювання Олександром Македонським держав Малої і Передньої Азії і Північного Єгипту і значного поширення давньогрецької культури на Схід.
Найпотужніші осередки еллінізму виникли в Північному Єгипті і в Передній Азії. Саме тут виникли свої школи скульптури, що стали надбанням культури всього регіону. Якщо майстри міста Олександрія рахувалися з культурою Давнього Єгипту і зробили компромісні форми, то скульптори Пергаму спиралися більше на грецькі традиції і розвинули їх далі. В скульптуру прийшов рух, а обличчя персонажів відобразили велику гаму людських почуттів — велич на обличчі Богів, страждання Лаокоона та його синів, політ і захват цим польотом на всій фігурі богині Перемоги - Нікі Самофракійської. Скульптура еллінізму втратила байдужо-заспокійливий характер і навернулася до переживань і почуттів приватної особи, народженого індивідууму.
Розповсюдження в добу еллінізму отримала і садово-паркова скульптура, що мала спокійніший, розважальний, декоративний характер (Старий рибалка, Амур на гусаку, Відпочинок Сатира, теракотові статуетки з Танагри).

### Давній Рим
Приватні сади Стародавнього Риму неможливо уявити без ручаїв і садово-паркової скульптури. Войовничий Рим постійно грабував захоплені країни. Найбільш пограбованою були Греція і грецькі міста-колонії у Середземномор'ї. До Риму десятиліттями вивозили мармурові і бронзові скульптури, вази, капітелі колон, самі колони, рельєфи і навіть кам'яні брили давніх і зруйнованих храмів, палаців, споруд. 
У Римі швидко виникла практика копіювання давньогрецьких скульптур, бо награбованих зразків не вистачало на всіх охочих. Завдяки цьому ( через надзвичайну поширеність копій )знищені оригінали грецьких скульпторів дійшли до нашого часу в давньоримських копіях. Їх і зараз вивчають, замальовують і копіюють студенти мистецьких академій різних країн.

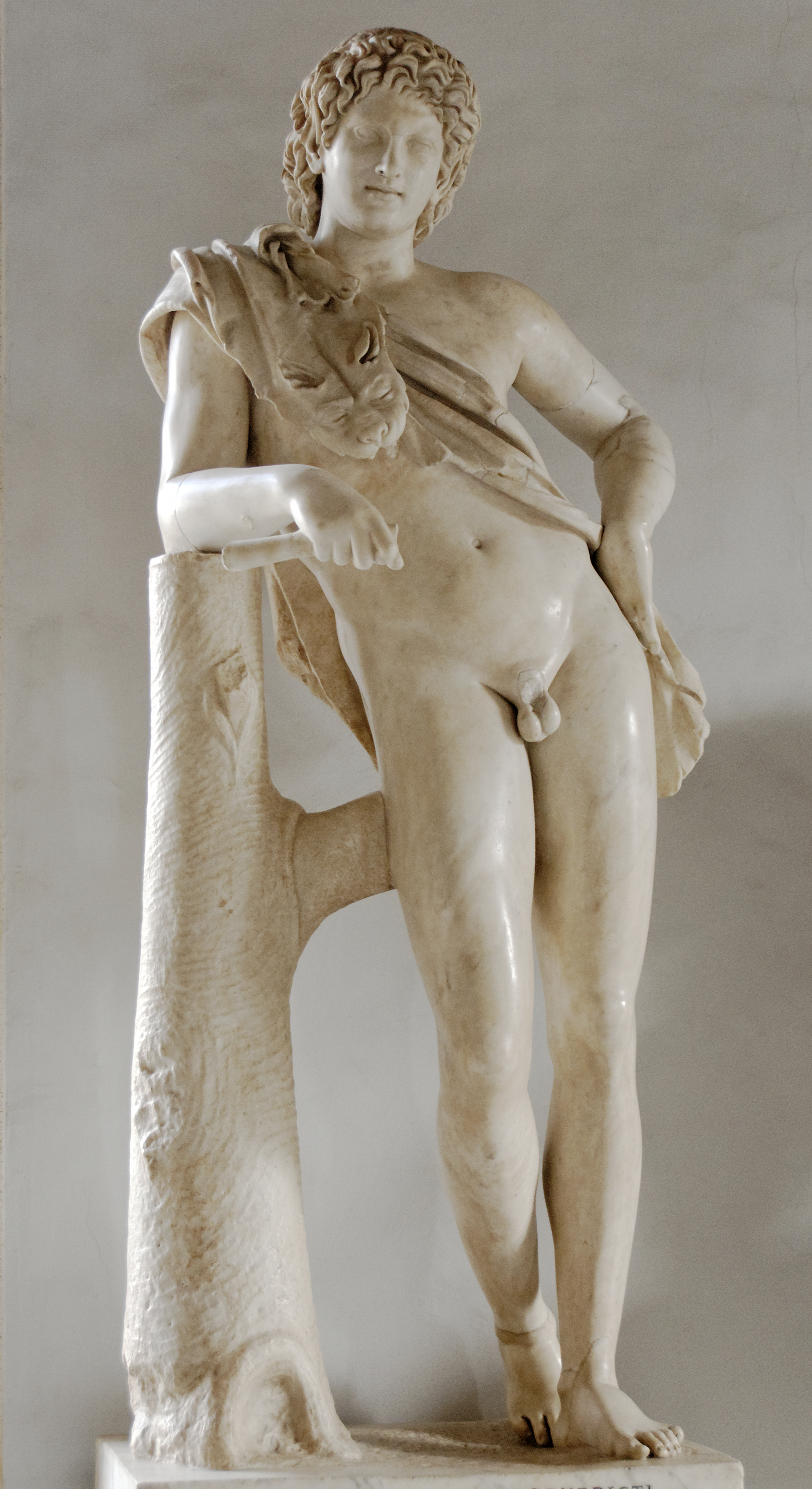
Давньогрецький скульптор Праксітель. Відпочинок Фавна. Римська копія, музей Капітоліні.
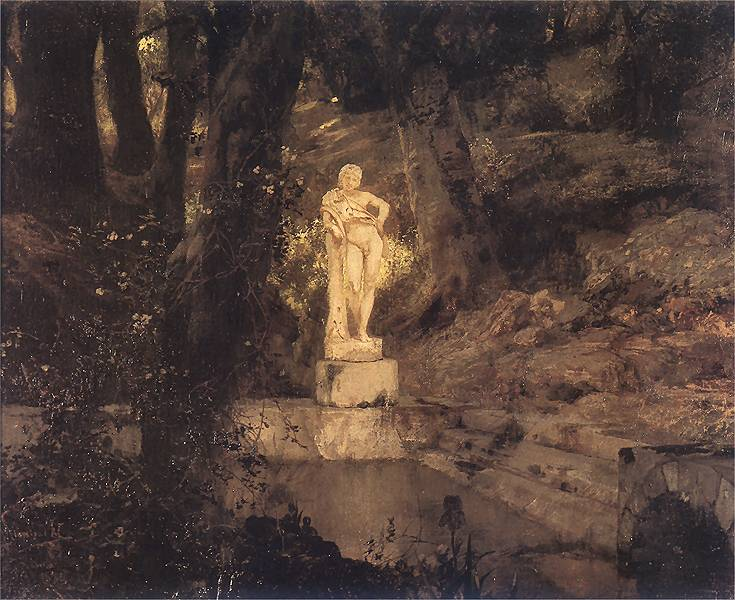
Художник Г.Семірадський, Ставок зі скульптурою «Відпочинок Фавна» .]]

### Італія доби Відродження і маньєризму
В Італії доби Відродження розвиток скульптури випередив на деякий час розвиток інших різновидів мистецтва. Скульптура почала домінувати на площах міст і в перших зразках заміських вілл, в затишних садах, в оздобі фонтанів. Фонтани зі скульптурами набули такої популярності, що італійські зразки були запозичені в сади Англії, Франції, Чехії ( Прага, фонтан в саду Королівського літнього палацу ). Поетичний фонтан з невеличкою скульптурою став героєм драматичних вистав в театрі, а зразки фонтанів Італії купували і вивозили в вельможні маєтки навіть в 19-20 століттях ( італійський фонтан з рельєфом амурів, сад і Воронцовський палац (Алупка) в Криму, садиби в Англії, маєтки в США тощо).Стосувалося це і фонтанних скульптур Джованні да Болонья (або Джамболонья) доби маньєризму.

### Сади бароко

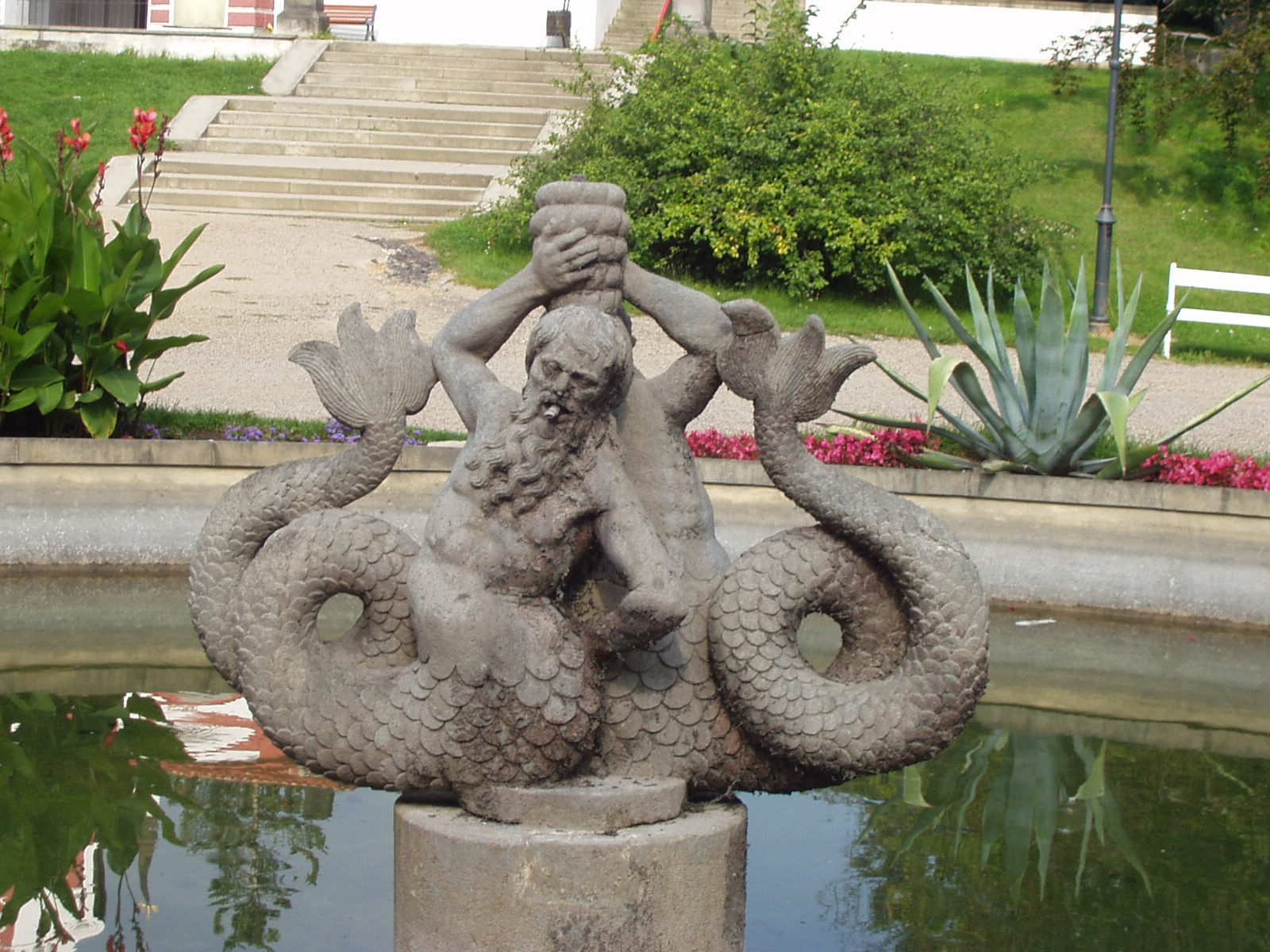
Ян Брокоф. Фонтан Трітон. 1685 р.

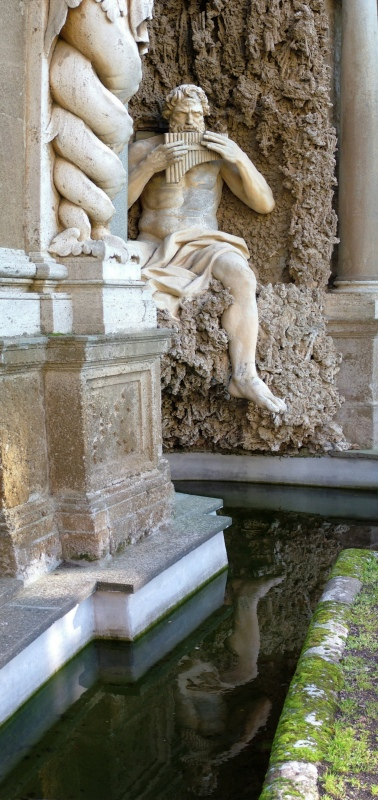
Вілла Альдобрадіні. Скульптор Жак Сарацин, 1621 р. Поліфем із флейтою Пана

Сад бароко (регулярні сади) майже неможливо уявити без садово-паркових скульптур. Ще на початку виникнення подібних садів їх насичували архітектурою і статуями. Декоративний характер мали і вази, і скульптури. Майже всі скульптори бароко віддали данину садово-парковій скульптурі — Куазевокс, Жирардон, Пюже, Матьяш Бернард Браун, Ян Брокоф.
Лоренцо Берніні починав кар'єру садовим майстром. Пройде час і його скульптурами прикрашатимуть тільки палаци. А одна з скульптур майстерні Берніні навіть перетне кордони Італії і прикрасить Літній сад в Петербурзі (Амур і Психея, майстерня Берніні).
Оскільки одразу сади бароко почали слугувати можновладцям, змінився і їх характер. Тепер сади слугують репрезентативним цілям, стають частиною палацового побуту, всмоктують етикет, моди, створюють середовище для свят. Поступово скульптура підкоряється особливим програмам. Так, в парку Версаля прямо чи завуальовано прославлялася особа короля Луї 14-го (кінний монумент Курцій, фонтан зі скульптурами "Алоллон на колісниці").
Пропаганду війни зі Швецією мав вибір скульптур для Літнього саду царя Петра Першого. Звідси скульптури Беллони — римської богині війни, скульптура «Слава вояків», алегорична група «Ніштатський мир» 1722 року італійця П'єтро Баратта.
Коли перемога над армією Швеції стала передбачуваною, барокові скульптури Літнього саду слугували просвітництву, залученню царського оточення до надбань прогресивної західноєвропейської освіти і культури (скульптури «Мир», «Справедливість», «Архітектура», «Морська навігація»).Здивування викликає скульптура з написом на книзі «Милосердя краще за закон», бо відомо, що Петро Перший до цього гасла не прислухався.

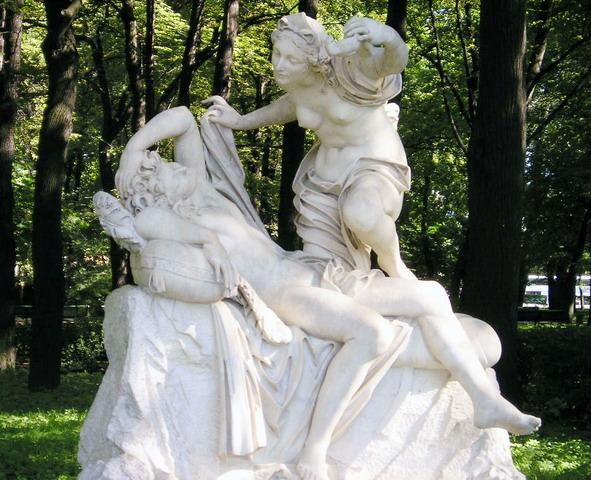
Скульптура «Амур і Психея» майстерня Лоренцо Берніні XVII століття. Літній сад, Петербург.
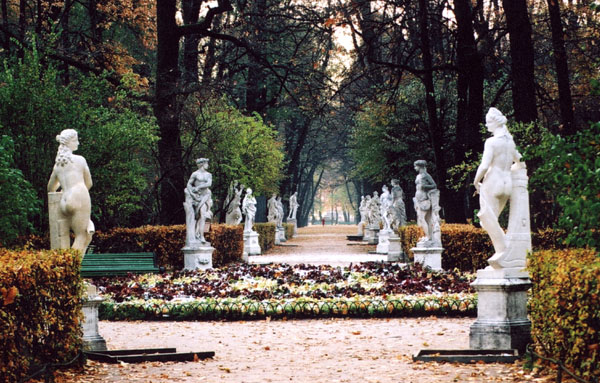
Галявини Літнього саду з мармуровими статуями майстрів Італії 18 століття.

Свою програму мав і набір скульптур в бароковому замку Кукс, Чехія. Власник замку, граф Шпорк замовив скульптури майстру Бернарду Брауну на біблійні теми «сім смертних гріхів» і «сім християнських чеснот». Тому в замку і постали скульптури-уособлення чеснот Щедрість, Мудрість,Справедливість, Надія, Віра в Бога, а серед гріхів — Гнів, Гордість, Відчай, Скупість, Заздрість, Лінивство, Обжорство.

### Італійські майстри садово-паркової скульптури

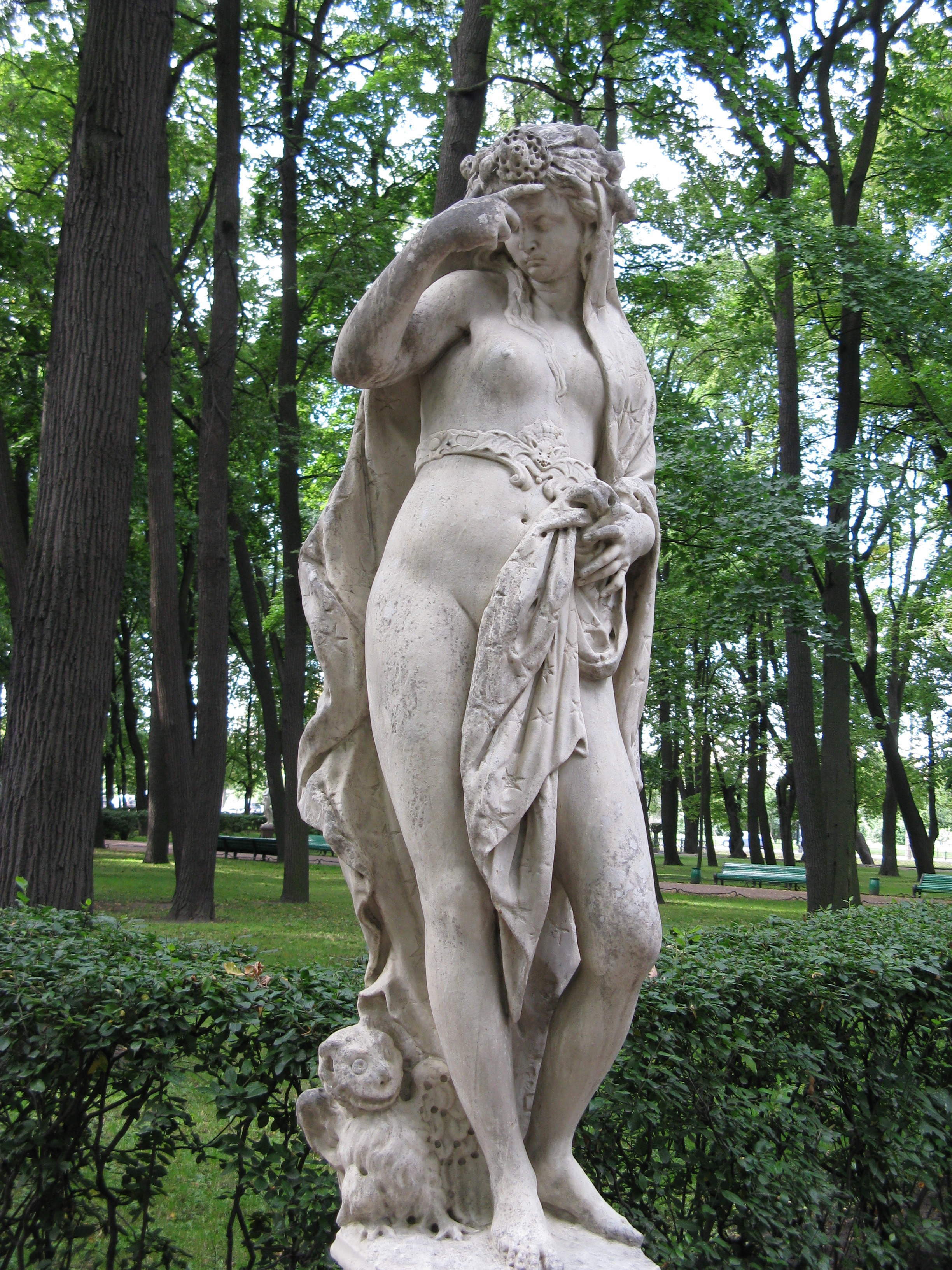
Ск. Джованні Бонацца, Ніч — скульптура з циклу «Перебіг доби», 1717 р. Літній сад.

Одним з центрів виготовлення садово-паркової сульптури в Європі 17 століття стала Венеція. Виникнення барокових садів підвищило попиті в Італії, і за її кордонами. Якщо небагаті власники садиб вздовж річки Брента купували мало, то австрійські, польські, російські вельможі купували цілі партії.
Особливу групу замовлень склали замови з Петербурга. Стрімке зростання нової столиці потребувало барокових палаців і барокових садів. В Італію відрядили особливих агентів, що купували зразки мистецтв, а також садово-паркову скульптуру. Цим займались Юрій Кологривов і Савва Рагузинський, останній замовив одразу 20 скульптур. Коли необхідних статуй не було, їх замовляли майстрам. Замови отримали скульптори з Венеції і навіть Південних Нідерландів, як тоді називали Бельгію - П'єтро Баратта, Джованні Бонацца, Томас Квеллінус тощо.
Найталановитішим серед майстрів садово-паркової скульптури Венеції був П'єтро Баратта, чиї скульптури досі прикрашають Петергоф, Царське Село (музей-заповідник) і Літній сад у Петербурзі.

### Сади класицизму
Давно відомо, що періоди в мистецтві не збігаються точно з календарем, зі зміною століть. Наприклад, в Російський імперії класицизм урядовці силоміць ввели з 1760-х років, а підтримували до середини 19 століття.
Сади класицизму мали пейзажний характер. Тому насиченість скульптурою була малою, а її характер значно відрізнявся від програм барокових скульптур. Відродили моду на давньогрецьких і римських богів, муз, персонажів міфів, амурів в комбінації з колонами, обелісками, балюстрадами.

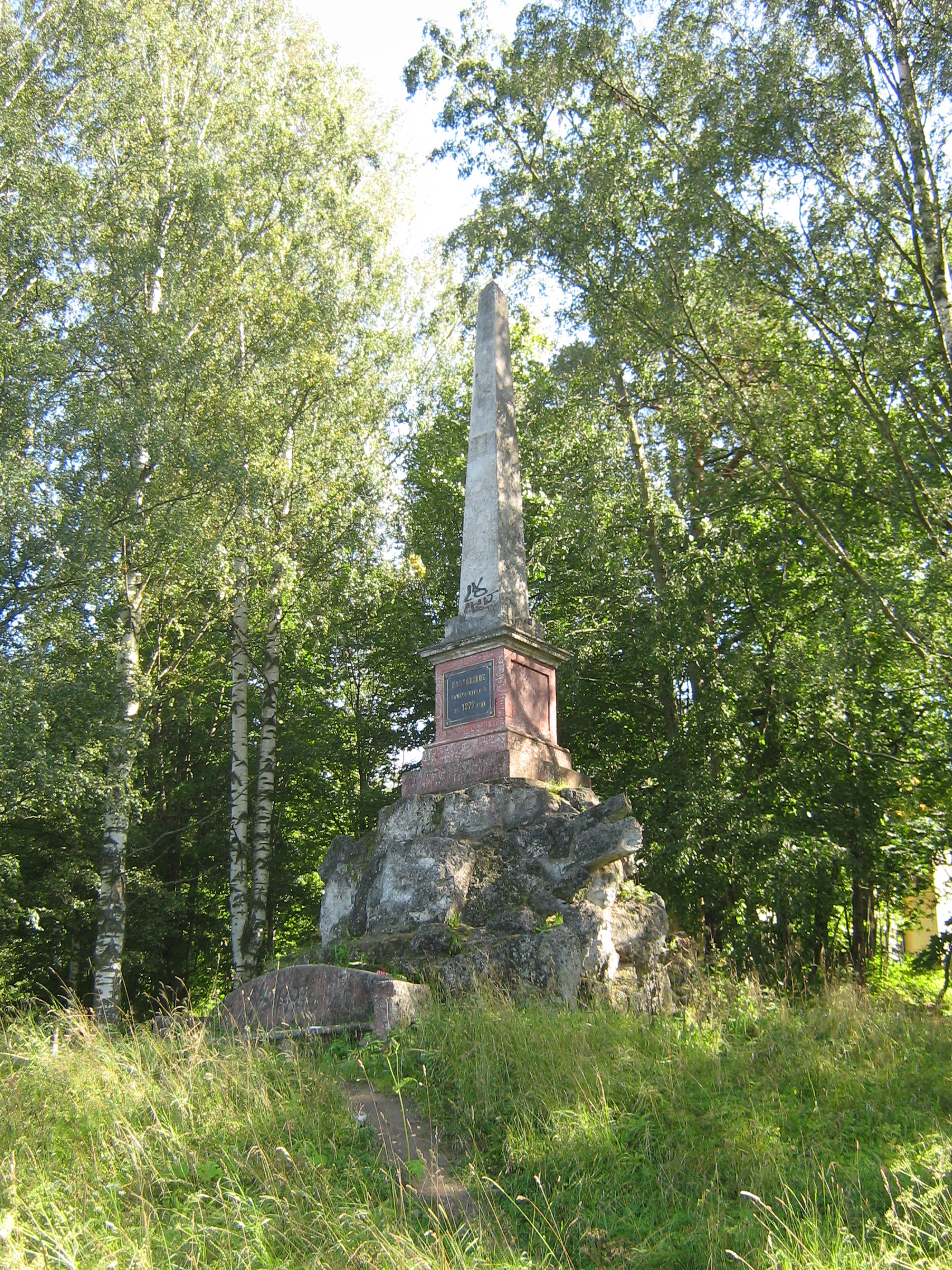
Обеліск на честь заснування Павловська в пейзажному парку
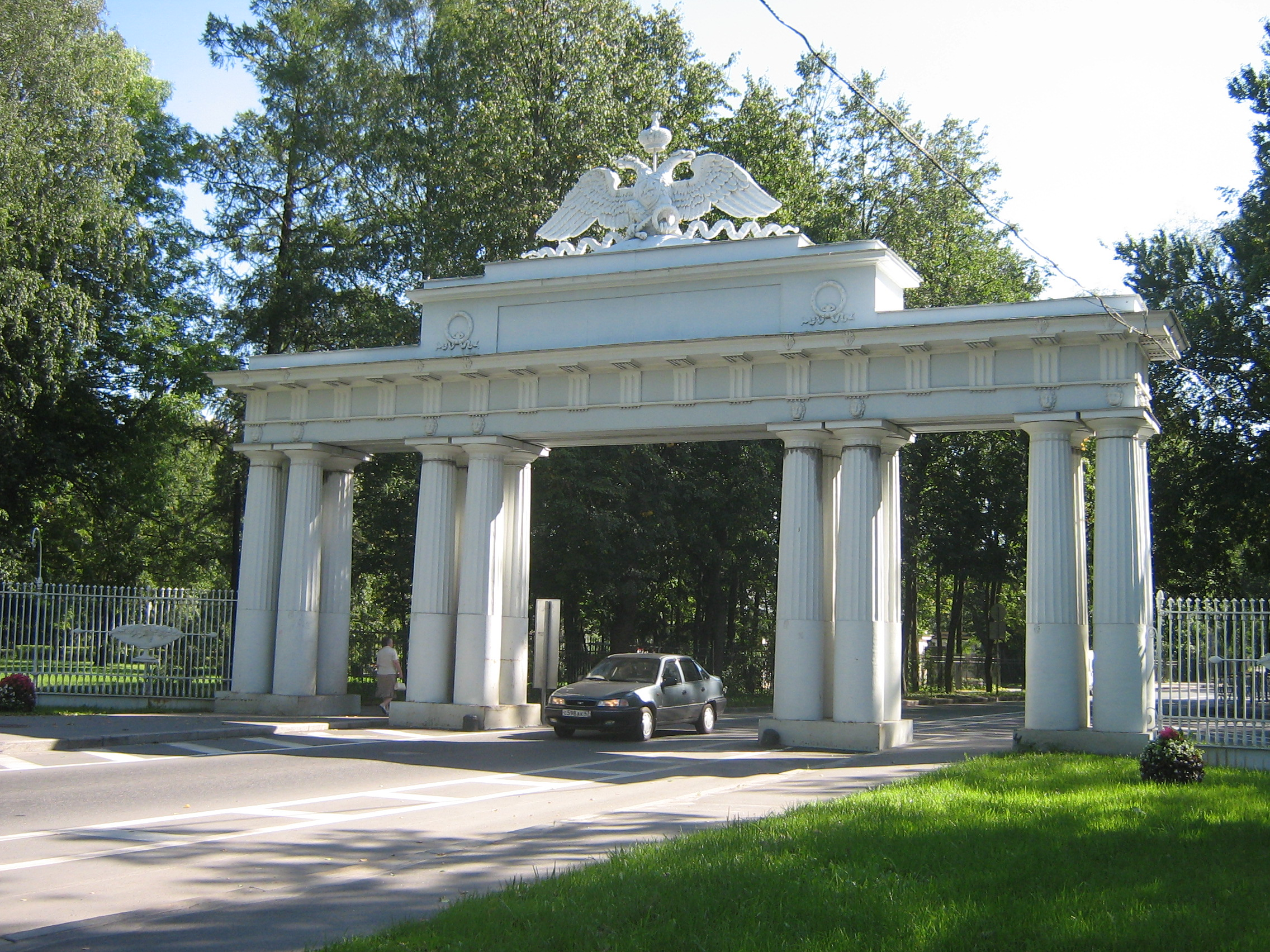
Чавунні ворота в Павловську

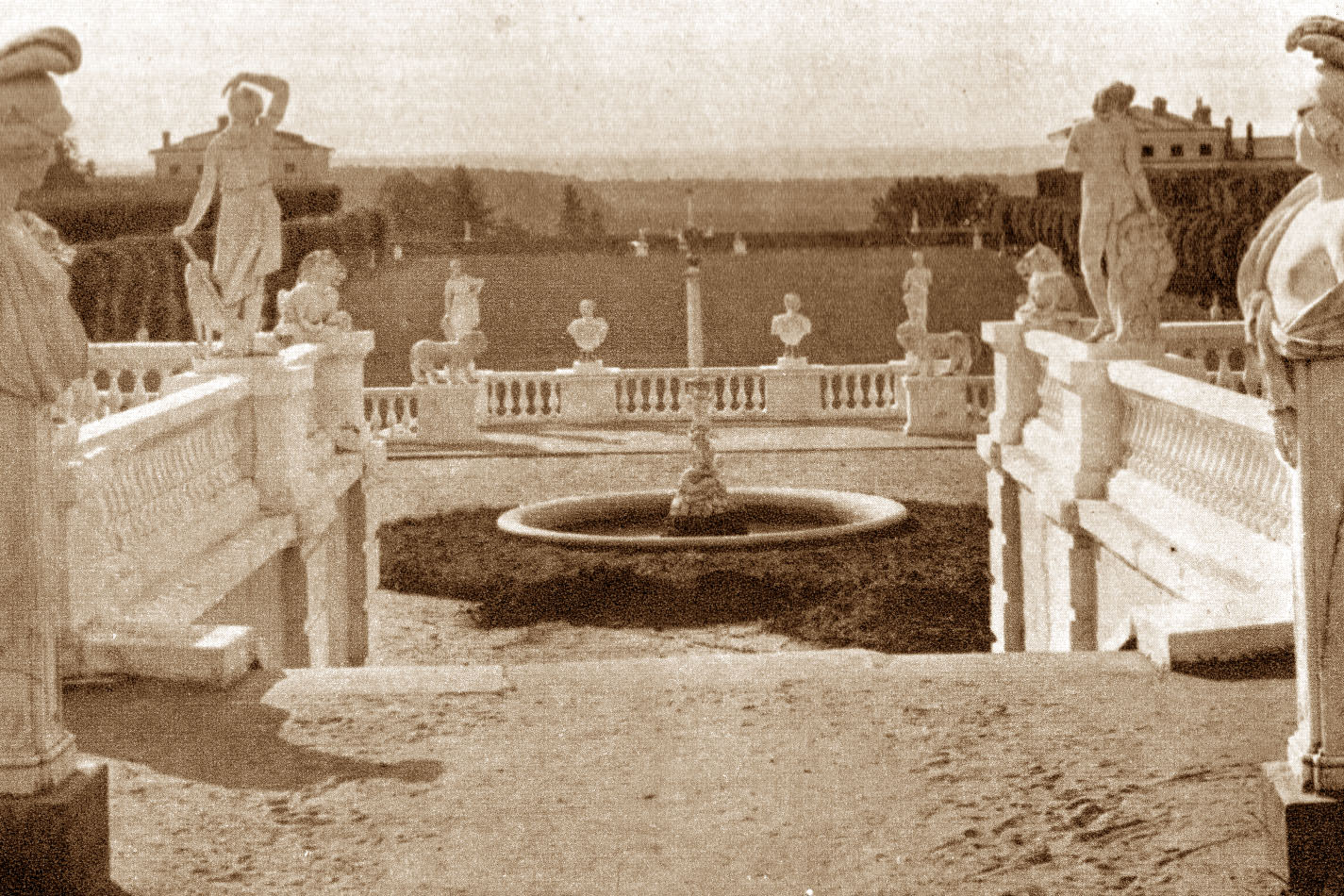
Партер в садибі Архангельське під Москвою. Архівне фото

Винятковий характер мало створення саду в садибі Архангельське поблизу Москви. В добу класицизму тут створили сад на терасах ( що притаманне саме бароко), а його парадну частину оздобили неймовірною кількістю скульптур декоративного, класичного і меморіального характеру. Власник садиби, князь Юсупов іноді спеціально викупляв цікаві садиби, аби забрати садово-паркову скульптуру звідти і перевезти її в Архангельське, як це було з садибою Горєнки Олексія Розумовського (1748—1822).
Типовий для класицизму набір садово-паркової скульптури мала садиба Алабіно молодшого брата скандально звісного багатія Акінфія Демидова — Микити Демидова. Незвичним був лише матеріал - багатий Микита замовив скульптури з довготривалого чавуну. Тут і Аполлон на штучному пагорбі, і декоративні вази, декоративні сфінкси, а в'їзд в садибу прикрашали два обеліски.
Велетенську статую давньогрецької Піфії відливали з металу і для саду Безбородько Олександра Андрійовича в Полюстрово під Петербургом, розмірами якої він дивував гостей.

### Сади 19 століття
Коло тем садової скульптури в 19 столітті розширилося. Якщо на початку століття домінував класицизм, що поступово переродився в сухий, виснажений академізм, то з середини століття виникають позакласичні теми. Бароковий спочатку Літній сад в Петербурзі перетворили на майже пейзажний, а сад прикрасив монумент баснописцю Крилову, однаково далекий і від барокових статуй,і скульптур класицизму.
Впливи академізму відчуваються і в скульптурі Луї-Ернста Барья (Louis-Ernst Barrias) «Клятва підлітка Спартака», що встановили в саду Тюільрі в Парижі. Але подібну тему неможливо уявити в садах бароко. Давні сади Парижа насичують новими монументами — письменнику Бальзаку, поету Міцкевичу, деяким науковцям.

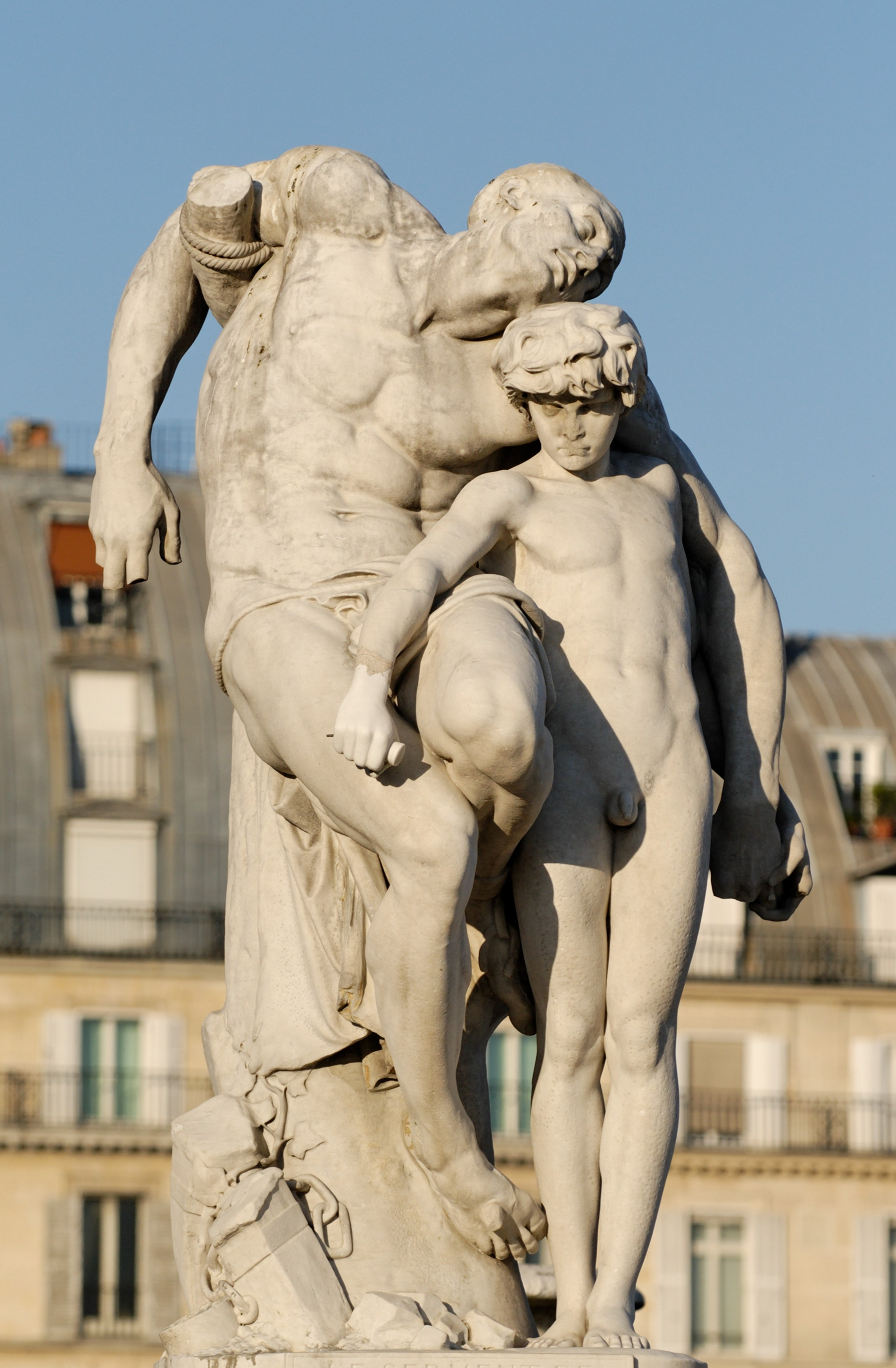
Луї-Ернест Барья (1851-1905) «Присяга підлітка Спартака», сад Тюїльрі, Париж, 1871 р.
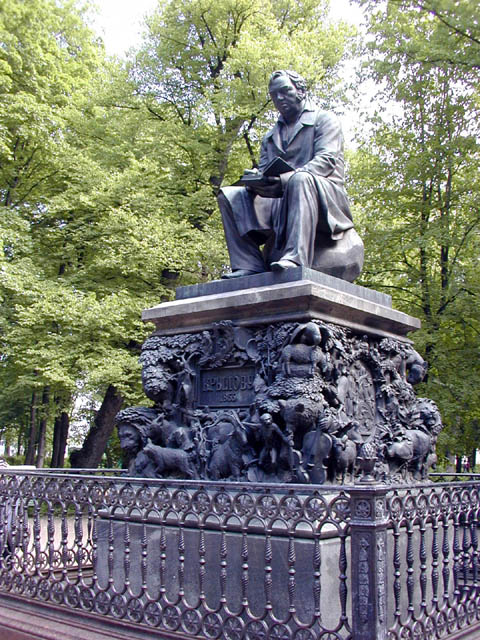
Літній сад (Санкт-Петербург). «Монумент байкарю І. Крилову», скульптор Клодт, 19 ст.
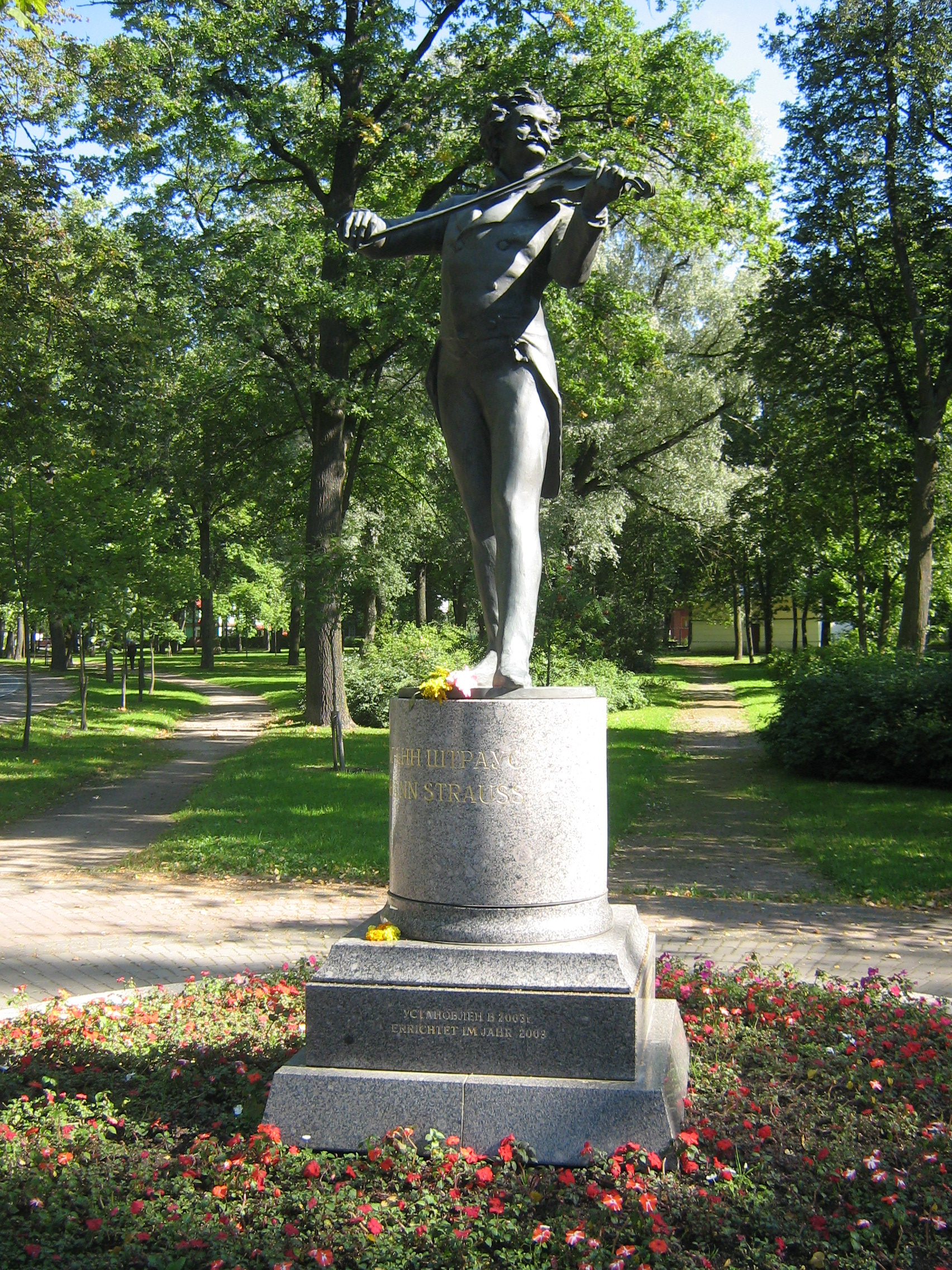
Монумент композитору Йогану Штраусу в Павловську, садово-парковому ансамблі біля Петербурга